# 人工樹のクリスマスツリー

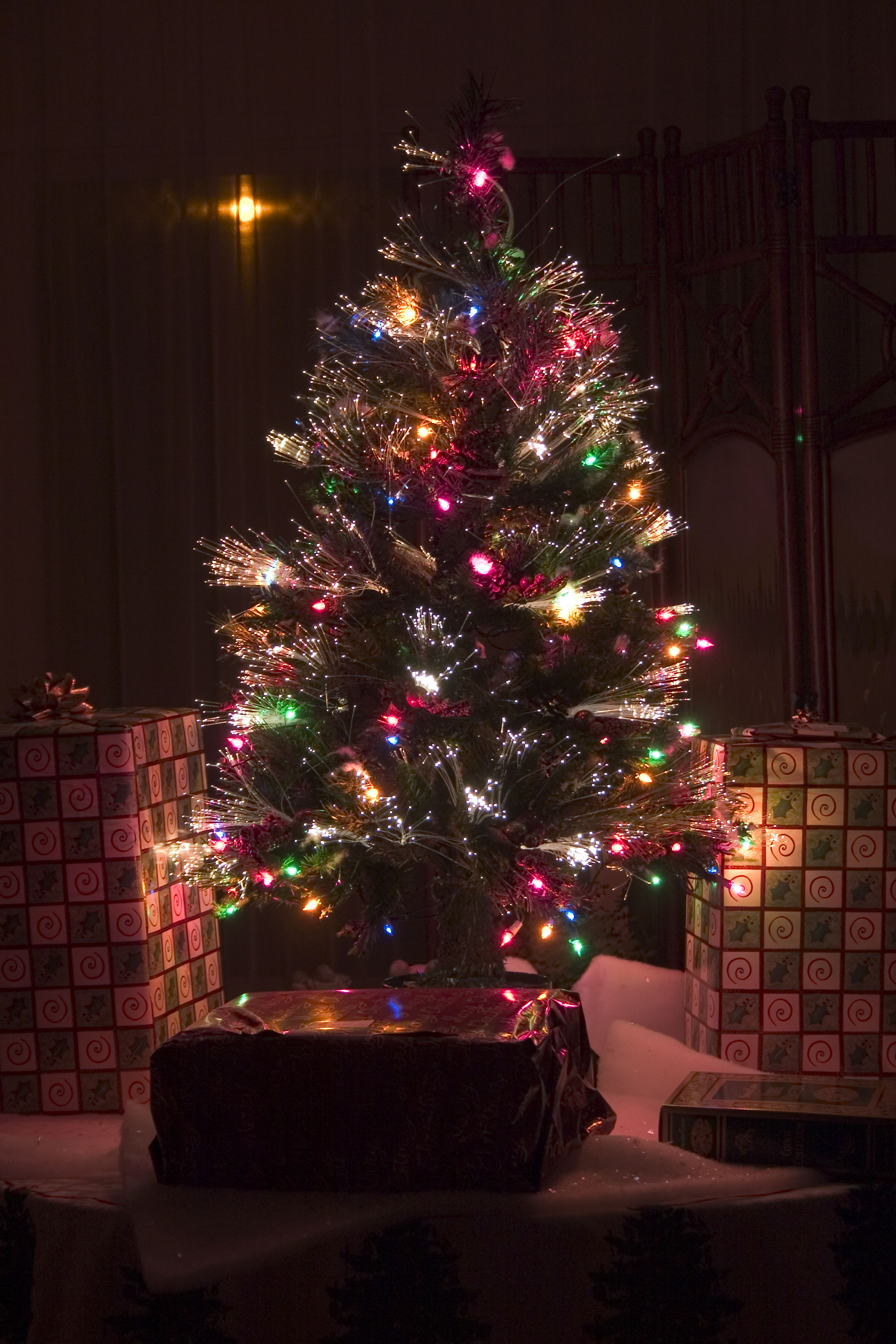
光ファイバーを利用した人工クリスマスツリー

本記事ではマツやモミの木を模して作られた人工樹のクリスマスツリーについて説明する。最初期の人工クリスマスツリーは、ツリーを模したピラミッド形の木工品や、羽毛を使って枝に見立てたツリーであり、どちらもドイツで発展をみた。現代ツリーの多くはソフトビニール (PVC) から作られているが、アルミ製であったり、光ファイバーでイルミネーションを行うものなど、人工樹には多くの種類が存在する。

## 歴史
最初の人工のクリスマスツリーは19世紀のドイツで作製されたと言われているが、より古い品々も残されている。これらの「ツリー」はガチョウの羽毛を緑色に染めたものであった。このドイツの羽毛製のツリーはドイツにおける継続した森林の乱伐への対策のひとつであった。1880年代に作られた羽毛のツリーは20世紀初頭までに普及し、その人気を高めていった。ドイツの羽毛ツリーはのちにアメリカへ持ち込まれるようになり、かなりの人気となった。実際、アメリカにおいては人工樹のクリスマスツリーの登場により、自然の樹木を用いたクリスマスツリーは時代遅れのものとされた 。おなじく人工のクリスマスツリーのうち最も古いものとして、1747年にドイツからペンシルベニア州のベスレヘムに入植したモラヴィア教会によりピラミッド状に樹木の形をかたどった、ロウソクによって照らし出す木製のツリーが製作されている。

## 人工樹の種類

### 羽毛

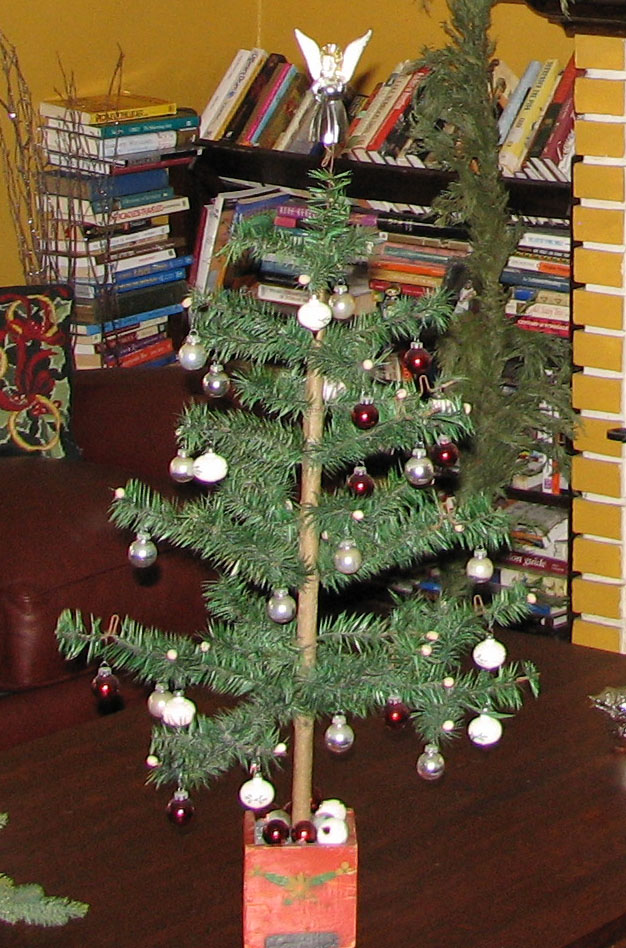
羽毛製クリスマスツリー（アンティーク品）の一例

元々はドイツ発祥の羽毛製のクリスマスツリーは、アメリカでも同様に人気となった。初期の羽毛製クリスマスツリーでは緑色に染めたガチョウの羽が針金の枝に取り付けられていた。これらの針金の枝は、中心の幹に見立てた丸材へと巻きつけられていた。羽毛製クリスマスツリーの大きさは様々で、1920年代のデパート店舗では、小さくは2インチのものから大きくは98インチのものまで、幅広く販売されていた。通常、この木の枝の先には燭台として機能する作り物の赤い実がつけられており、枝々の間はロウソクによる火事を防いだり、飾りをつけるための空間が広く取られていた。その他に、針葉が抜けることがないことや、樹木売り場への移動が省けることなどが利点としてもてはやされた。
1930年はイギリスに本拠を置く日用品販売会社が、ブラシでできた枝のクリスマスツリーを生み出した。このツリーの枝にはトイレ用ブラシを製造していたものと同じ設備が用いられ、材料にはブラシの同じ動物の毛が緑に染められて使用されていた。この当時、ブラシ製のツリーは大変な人気を得てグレートブリテン島から多くの数が輸入され、この地のツリーが有名になった。ブラシ製のツリーにはそれ以前の羽毛製ツリーよりも燃えにくく、重い装飾が付けられるといった利点があった。

### アルミニウム

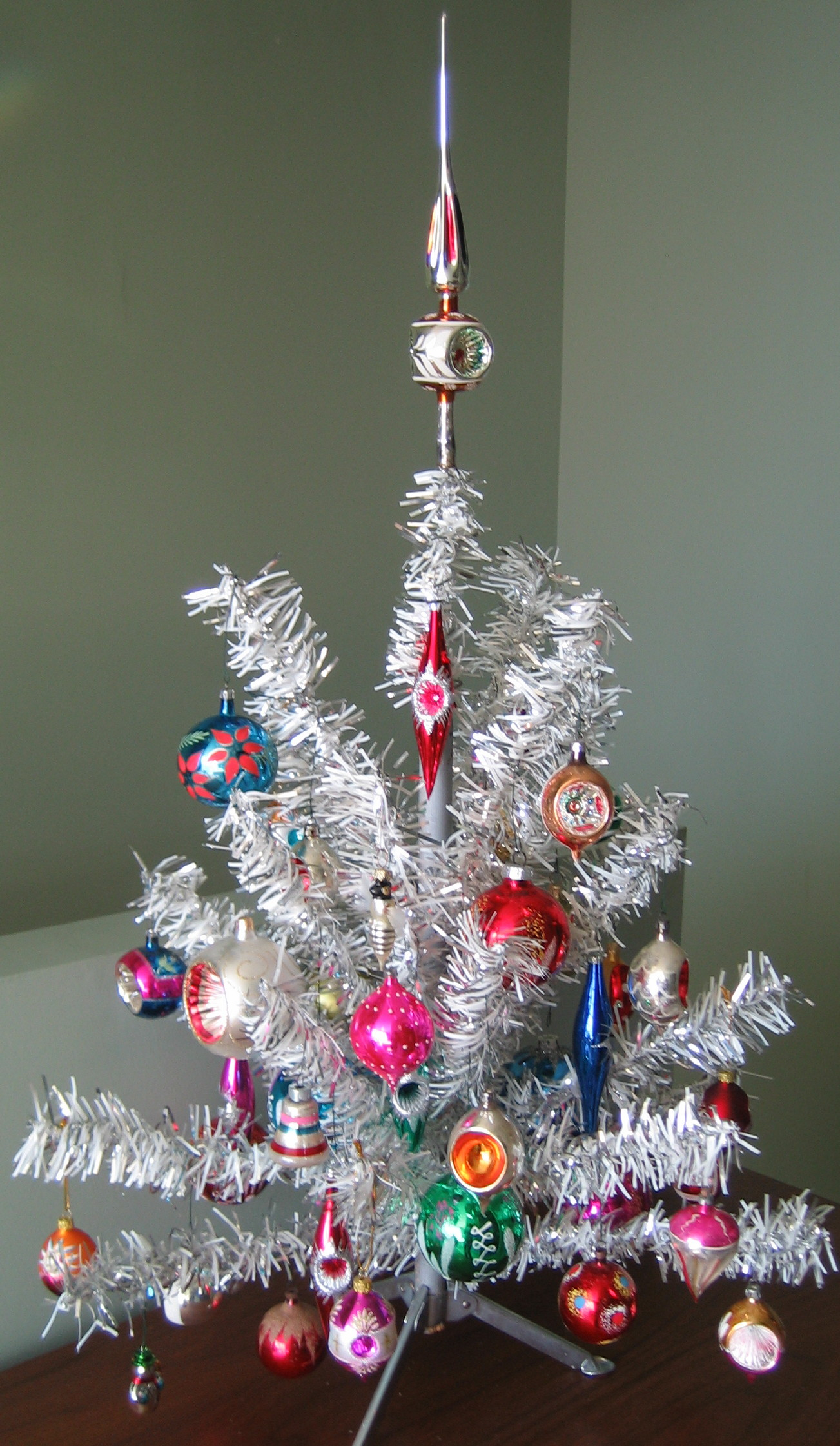
アルミニウム製のクリスマスツリー

アルミニウム製のクリスマスツリーは、アメリカで作られたもので、最初の一本は1958年のシカゴで製作され、のちにはウィスコンシン州のマニトワックが主要な生産拠点となった。アルミ製ツリーは1970年代まで生産されたが、発売から1965年頃まではとても人気であった。この年、テレビアニメ『スヌーピーのメリークリスマス 』 が初めて放送されており、劇中でアルミ製クリスマスツリーが否定的に描かれたことが、その後の売上高減少の原因と言われる。

### プラスチック

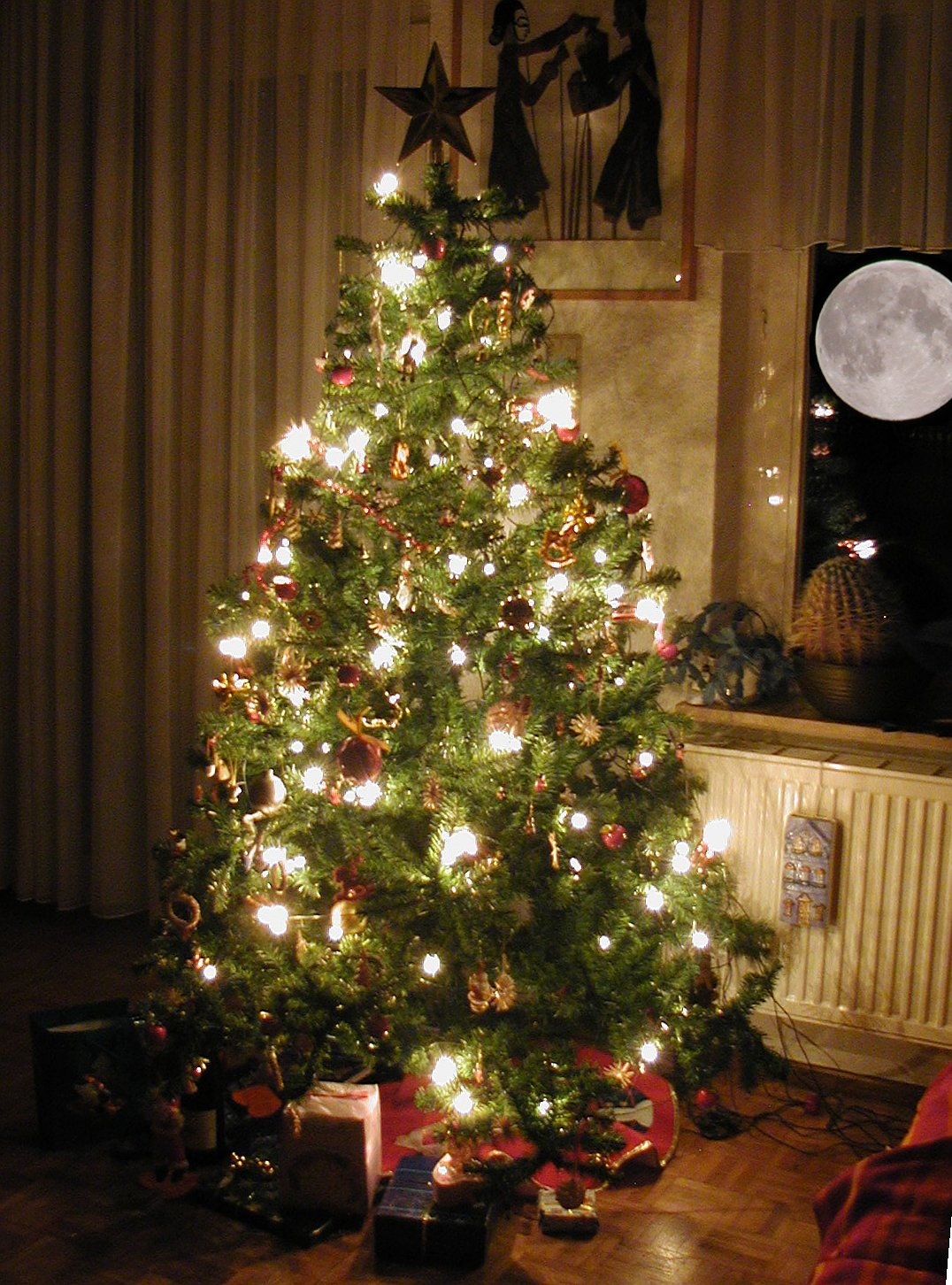
装飾されたプラスチックのクリスマスツリー

人工樹のなかでも多くのクリスマスツリーは塩化ビニール (PVC) で作られている。塩ビ製品は難燃性であり、人工樹のツリーの火事発生件数は天然の樹木が用いられるツリーよりも低くなっているが、人工のツリーが防火樹というわけではない。多くのツリーは中国製で、2005年1月から8月にかけては6900万ドル相当のツリーが中国からアメリカへと輸入されている。電飾が施された完成品のツリーは、購入者自ら電飾を施す必要が無いことから、アメリカやドイツで人気が高まっている。今日、これらの電飾の種類には白熱電球とLEDライトのものが存在する。この電飾済のツリーは電化製品の安全規格に従う必要があり、UL規格、CSA規格、ETL規格、GS規格、BS規格、RoHS規格などの各国の認証試験所によって定められた安全規格を満たすことが求められる。ツリーは屋外利用の為にUV加工され設計されており、また「艶消し」や「艶有り」加工が施されるものもある。プラスチック製のツリーには様々な色があり、中には組み込みスピーカーとデジタルオーディオプレーヤーが内蔵されたものも存在する。
企業によってはベイマツやポンデローサマツなどをモデルに本物の樹木そっくりに作った塩化ビニール製のツリーを販売している。1990年代には見た目を本物に近づけるだけではなく、更なるリアルさを追求するために樹木の匂いを付けたものも存在した。多くのより近代的な製品は電飾とともに簡単に定位置へと戻すことが可能な折り畳み式の枝を持つようになった。最近の製品では、より本物へと近づけるために、実際の樹木の枝から型取りしたポリエチレン製の枝を使用している。しかしながら全ての製造メーカーが人工ツリーを自然に見せるための努力をしているわけではなく、虹色のツリーや逆さまになったツリーなどを製造しているメーカーも存在する。

### その他の素材
人工ツリーの消費はとどまることがなく、様々な種類の新しいクリスマスツリーが市場へと現れている。例えば光ファイバーを用いたツリーには大別して2種類有り、伝統的なクリスマスツリーの形状を保っているものもあれば、ツリー全体が束ねられた光ファイバーで作られており、完全に光だけで構成されるものもある。

## ギャラリー

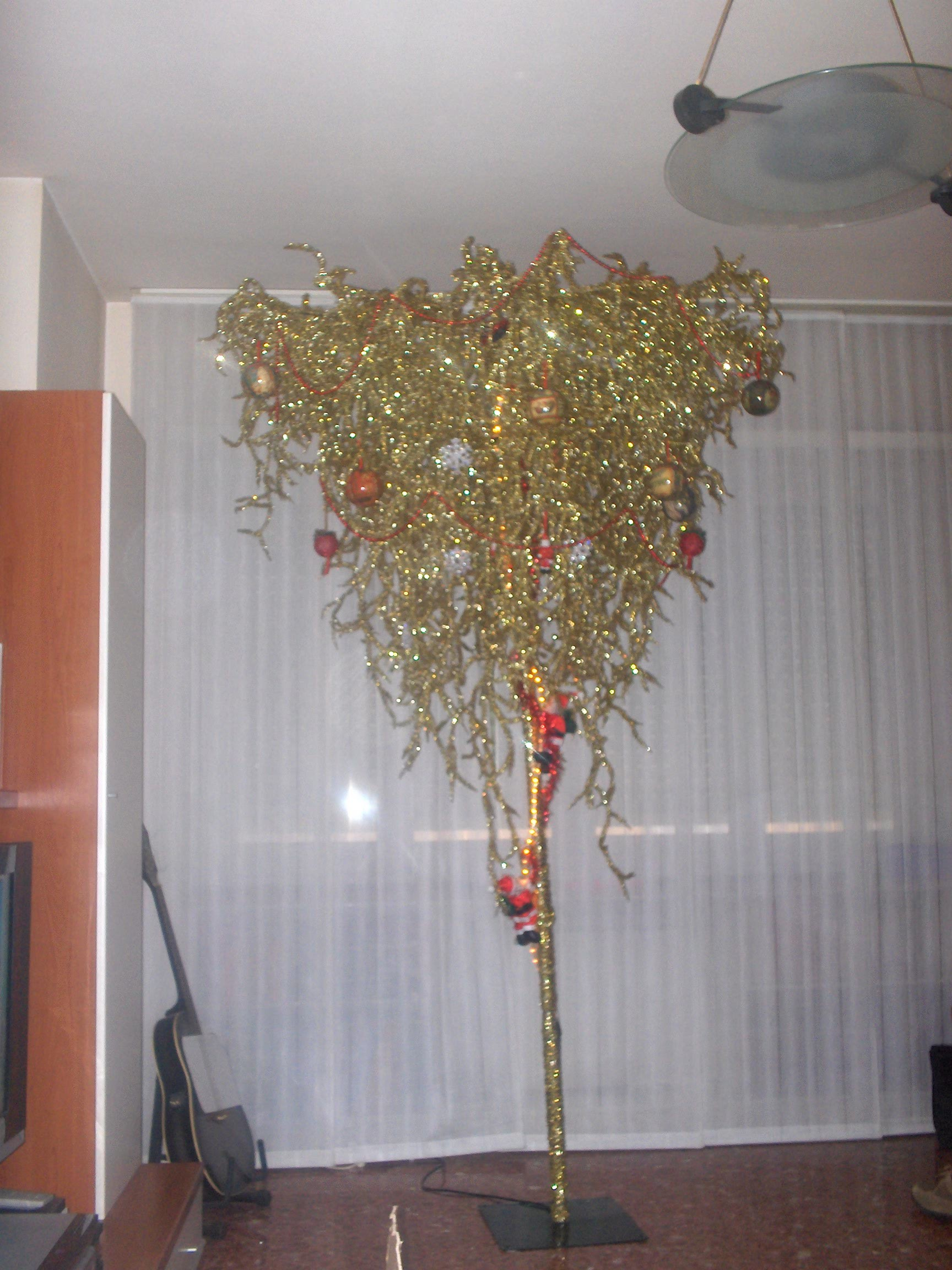
自立する逆さまのクリスマスツリー
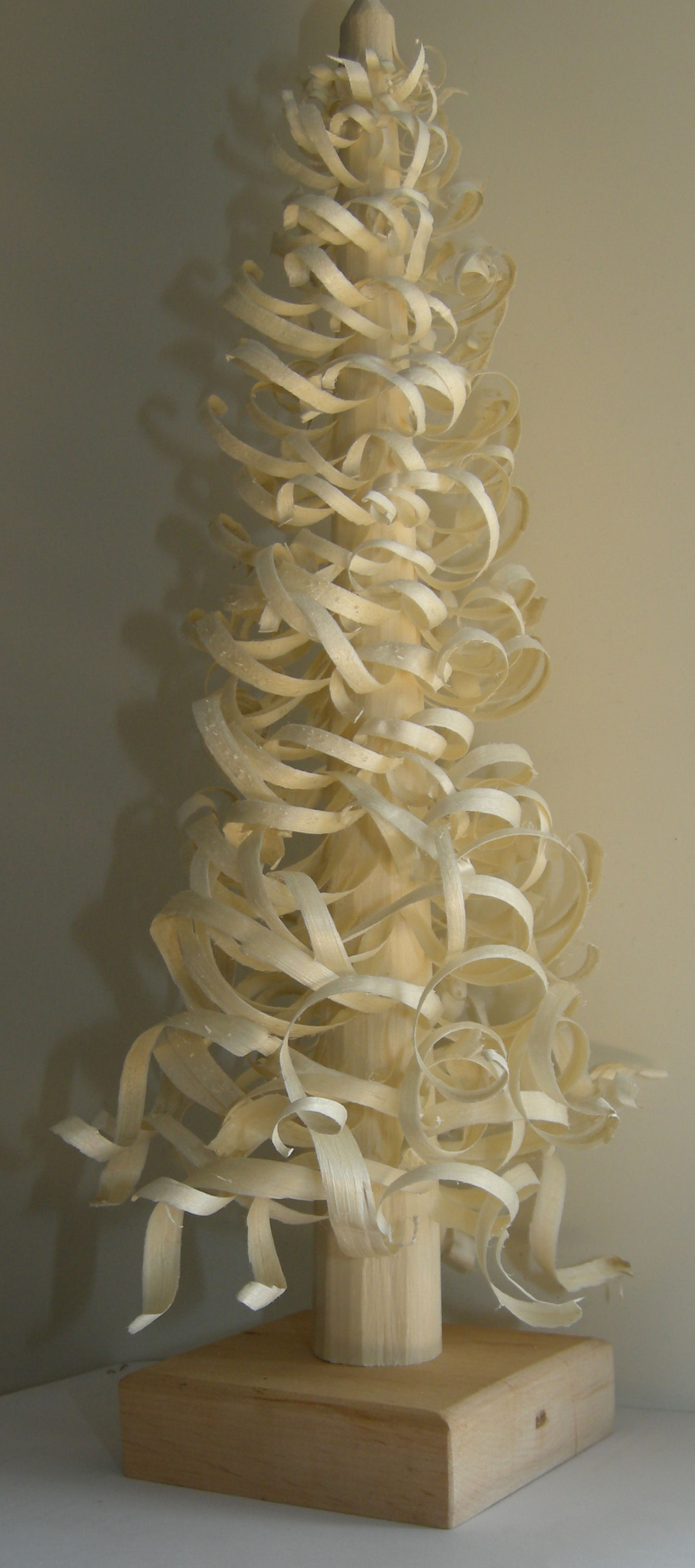
フィンランドのLastukuusi（フィンランド語版）
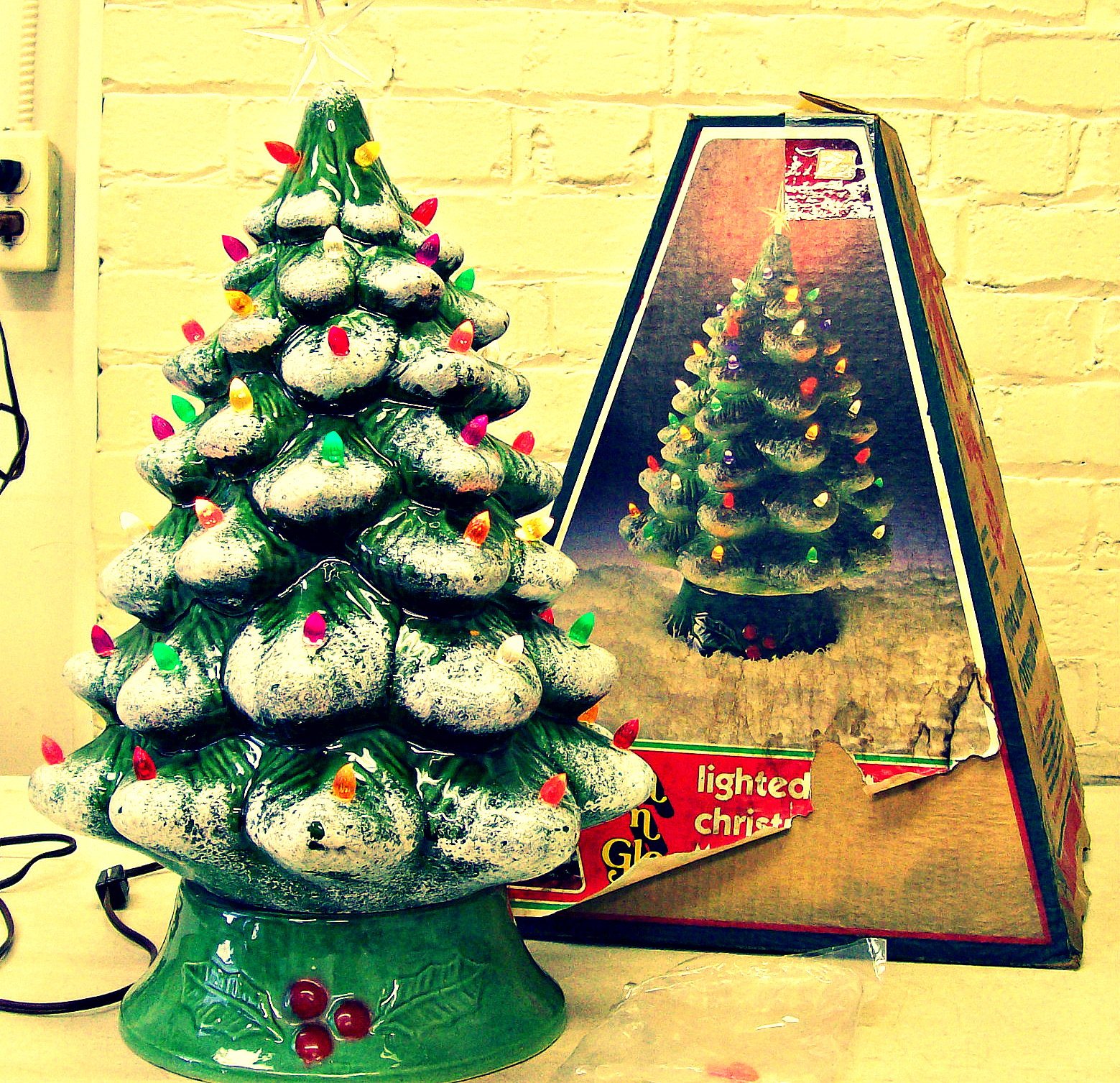
陶器製のクリスマスツリー
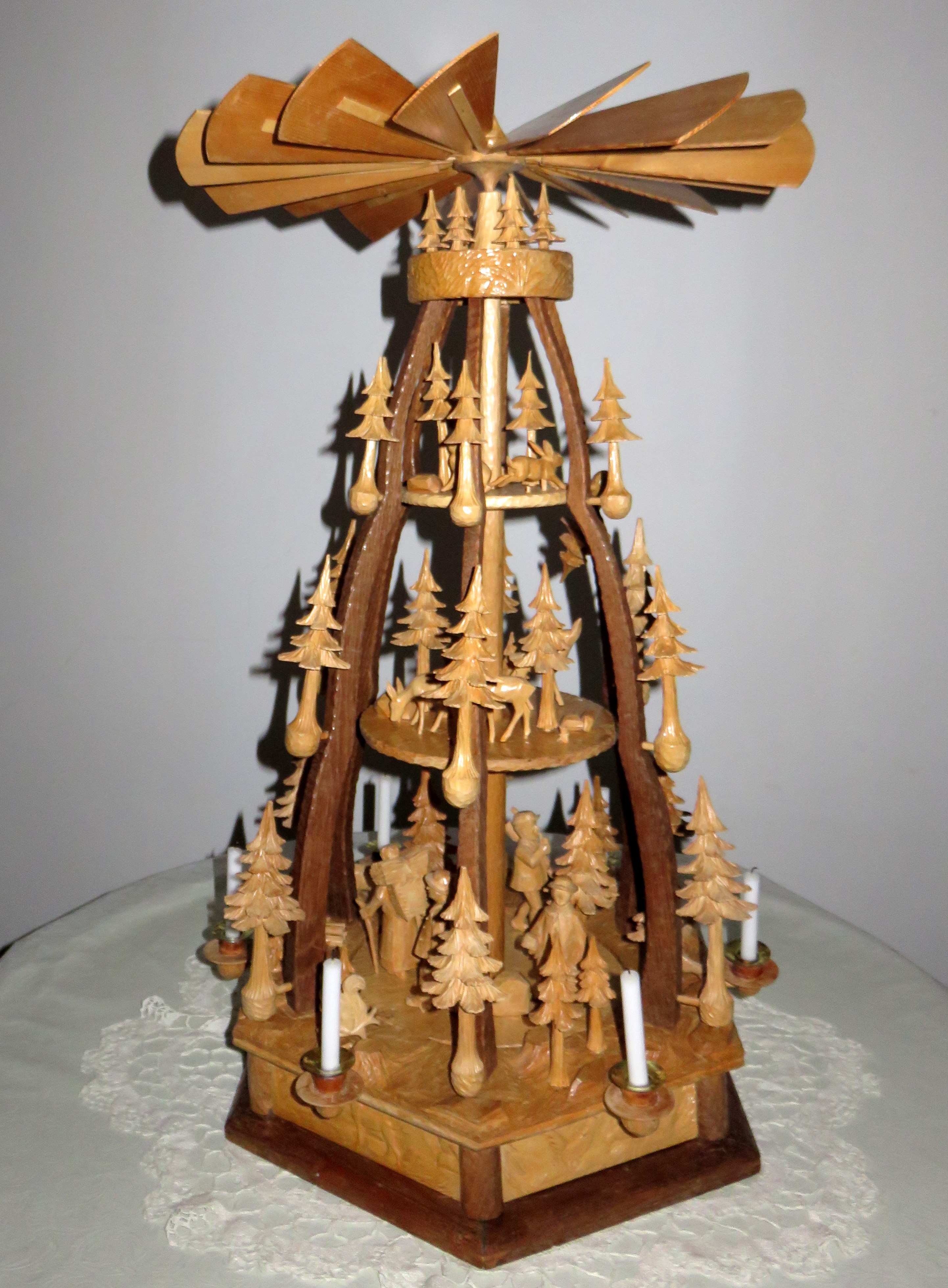
クリスマスピラミッド（1960年代）